# Communauté de communes de la Champagne Conlinoise
Die Communauté de communes de la Champagne Conlinoise ist ein ehemaliger französischer Gemeindeverband mit der Rechtsform einer Communauté de communes im Département Sarthe in der Region Pays de la Loire. Sie wurde am 20. Dezember 1994 gegründet und umfasste 15 Gemeinden. Der Verwaltungssitz befand sich im Ort Conlie.

## Historische Entwicklung
Mit Wirkung vom 1. Januar 2017 fusionierte der Gemeindeverband mit der Communauté de communes du Pays de Sillé und bildete so die Nachfolgeorganisation Communauté de communes de la Champagne Conlinoise et du Pays de Sillé.

## Ehemalige Mitgliedsgemeinden
1. Bernay-en-Champagne
2. La Chapelle-Saint-Fray
3. Conlie
4. Cures
5. Degré
6. Domfront-en-Champagne
7. Lavardin
8. Mézières-sous-Lavardin
9. Neuvillalais
10. Neuvy-en-Champagne
11. La Quinte
12. Ruillé-en-Champagne
13. Sainte-Sabine-sur-Longève
14. Saint-Symphorien
15. Tennie